# Clarissa Davis
Clarissa Davis, född den 4 juni 1967 i San Antonio, Texas, är en amerikansk basketspelare som tog tog OS-brons 1992 i Barcelona. Detta var USA:s första OS-brons i dambasket någonsin. Hon spelade endast en säsong i WNBA, för Phoenix Mercury 1999 där hon gjorde 9,3 poäng i genomsnitt i de 14 matcher hon spelade.